# Wladimir Dubow
Wladimir Dubow (bulgarisch Владимир Дубов; ukrainisch Владімір Дубов; englisch Vladimir Dubov; * 20. Februar 1988 in der Ukrainischen SSR, UdSSR) ist ein ursprünglich ukrainischer, jetzt bulgarischer Ringer. Er wurde 2013 Vize-Europameister und Vize-Weltmeister im freien Stil im Federgewicht.

## Werdegang
Wladimir Dubow begann im Jahre 2000 als Jugendlicher in der Ukraine mit dem Ringen. Er gehörte dort dem Sportclub Dynamo Kiew an und wurde von Grigori Danko und Michail Schachow trainiert. Er konzentriert sich voll auf den freien Stil. Bis zum Jahre 2009 startete er für die Ukraine.
2004 nahm er erstmals an einer internationalen Meisterschaft, der Junioren-Europameisterschaft (Cadets) in Istanbul teil. In der Gewichtsklasse bis 46 kg kam er dabei auf den 13. Platz. 2006 kam er bei der Junioren-Europameisterschaft in Szombathely/Ungarn zu seinem ersten Medaillengewinn. Im Bantamgewicht belegte er dort hinter Machmud Magomedow aus Russland und Swetoslaw Neitschew, Bulgarien, den 3. Platz. Bei der Junioren-Weltmeisterschaft 2007 in Peking erreichte er im Bantamgewicht einen guten 5. Platz. Sieger wurde dort der spätere Olympiasieger Dschamal Otarsultanow aus Russland. 2009 startete er für die Ukraine als Senior bei der Europameisterschaft in Vilnius. Dabei kam er im Bantamgewicht zu einem Sieg über Ibrahim Yonulmaz aus der Türkei, verlor aber seinen nächsten Kampf gegen Mihran Jaburjan aus Armenien, schied dadurch aus und kam auf den 8. Platz.
Nach dieser Meisterschaft entschloss er sich, künftig für Bulgarien zu starten. Er musste dafür aber eine zweijährige Sperre in Kauf nehmen. In Bulgarien startet er für Slawia Sofia und wird von Nikolai Stojanow und Dimitrow Schelesko trainiert. Seit 2011 ringt er für RWG Mömbris-Königshofen auch in der deutschen Bundesliga.
2011 startete er auch schon bei der bulgarischen Meisterschaft und belegte dort im Federgewicht hinter Anatoli Guidea den 2. Platz. Im September 2009 wurde er vom bulgarischen Ringerverband bei der Weltmeisterschaft in Istanbul eingesetzt. Er traf dort im Federgewicht in seinem ersten Kampf auf den Japaner Kenichi Yumoto, gegen den er knapp nach Punkten (1:2 Runden, 5:6 Punkte) verlor. Da Yumoto das Finale nicht erreichte, schied er aus und kam nur auf den 26. Platz.
2012 wurde Wladimir Dubow erstmals bulgarischer Meister. Die Startplätze bei den Olympischen Spielen in London und bei der Europameisterschaft in Belgrad nahm ihm aber Anatoli Guidea weg, so dass er in diesem Jahr zu keinem Einsatz bei einer internationalen Meisterschaft kam. 2013 war er aber bei der Europameisterschaft in Tiflis am Start. Er besiegte dort Maximilian  Ausserleitner, Österreich, Nikolai Aiwasjan, Armenien, Nikolai Bolotnjuk, Slowakei und Tim Schleicher, Deutschland, verlor aber den Endkampf gegen Opan Sat aus Russland. Er wurde damit Vize-Europameister. Genauso erfolgreich war er auch bei der Weltmeisterschaft dieses Jahres in Budapest. Mit Siegen über Barjang, Indien, Shogo Maeda, Japan, Iwan Guidea, Rumänien und Enchsaichany Njam-Otschir, Mongolei erreichte er das Finale, in dem er allerdings gegen den Russen Bechan Goigerejew keine Siegchance hatte und mit 0:2 Runden und 2:10 Punkten unterlag. Er wurde damit Vize-Weltmeister.

## Internationale Meisterschaften
| Jahr | Platz | Wettbewerb                                      | Gewichtsklasse | Ergebnisse |
| 2004 | 13.   | Junioren-EM (Cadets) in Istanbul                | bis 46 kg      | Sieger: Alexei Kondratowitsch, Belarus vor Eltschin Hasanow, Aserbaidschan und Wladislaw Andrejew, Russland                                                                |
| 2006 | 3.    | Junioren-EM in Szombathely                      | Bantam         | hinter Machmud Magomedow, Russland und Swetoslaw Neitschew, Bulgarien |
| 2007 | 5.    | Junioren-WM in Peking                           | Bantam         | hinter Dschamal Otarsultanow, Russland, Sezer Akgül, Türkei, Tim Schleicher, Deutschland und Aref Alizadeh, Iran                                                           |
| 2008 | 3.    | "Dan Kolow & Nikola Petrow"-Memorial in Sofia   | Bantam         | hinter Swetoslaw Neitschew und Lucian Ionel Lucaci, Rumänien |
| 2009 | 8.    | EM in Vilnius                                   | Bantam         | nach einem Sieg über Ibrahim Yorulmaz, Türkei und einer Niederlage gegen Mihran Jaburjan, Armenien                                                                         |
| 2011 | 1.    | "Macedonien Pearl" in Kocani                    | Feder          | vor John Pineda, Kanada, Emir Bulabi, Frankreich und Juri Golub, Ukraine                                                                                                   |
| 2011 | 1.    | "Wacław-Ziółkowski"-Memorial in Posen           | Feder          | vor Rasul Murtasalijew, Russland, Adam Blok, Polen und Anatoli Guidea, Bulgarien                                                                                           |
| 2011 | 3.    | "Ion-Corneanu"-Memorial in Targoviste           | Feder          | hinter Gheorghe Bucur, Rumänien und Stojan Iliew, Bulgarien |
| 2011 | 26.   | WM in Istanbul                                  | Feder          | nach einer Niederlage gegen Kenichi Yumoto, Japan |
| 2011 | 3.    | "Moscow Lights"                                 | Feder          | hinter Rasul Murtasalijew und Opan Sat, beide Russland |
| 2012 | 2.    | "Dan Kolow & Nikola Petrow"-Memorial in Sofia   | Feder          | hinter Anatoli Guidea, vor Nikolai Nojew, Tadschikistan und John Pineda |
| 2012 | 14.   | "Yasar-Dogu"-Memorial in Ankara                 | Feder          | Sieger: Alexander Bagomedow vor Recep Aktas, Türkei |
| 2012 | 6.    | Welt-Cup in Baku                                | Feder          | Sieger: Coleman Lewis Scott, USA vor Kenichi Yumoto |
| 2013 | 1.    | "Dan Kolow & Nikola Petrow"-Memorial in Plowdiw | Feder          | vor Hwang Ryong-Hak, Nordkorea, Enchsaichany Njam-Otschir, Mongolei und Iwan Guidea, Rumänien                                                                              |
| 2013 | 2.    | EM in Tiflis                                    | Feder          | nach Siegen über Meximilian Ausserleitner, Österreich, Nikolai Aiwasjan, Ukraine, Nikolai Bolotnjuk, Slowakei und Tim Schleicher und einer Niederlage gegen Opan Sat       |
| 2013 | 8.    | "Wacław-Ziółkowski"-Memorial in Spała           | Feder          | Sieger: Franklin Gomez Matos, Puerto Rico vor Krzysztof Bienkowski, Polen                                                                                                  |
| 2013 | 2.    | WM in Budapest                                  | Feder          | nach Siegen über Barjang, Indien, Shogo Maeda, Japan, Iwan Guidea, Rumänien und Enchsaichany Njam-Otschir, Mongolei und einer Niederlage gegen Bechan Goigerejew, Russland |
| 2014 | 3.    | Golden-Grand-Prix in Paris                      | bis 61 kg      | hinter Enchsaichany Njam-Otschir und Krzysztof Bienkowski |

## Bulgarische Meisterschaften
| Jahr | Platz | Gewichtsklasse | Ergebnisse                                          |
| 2011 | 2.    | Feder          | hinter Anatoli Guidea                               |
| 2012 | 1.    | Feder          |                                                     |
| 2013 | 1.    | Feder          | vor Stefan Iwanow, Shukri Shjuknew und Stojan Iliew |

Erläuterungen
- alle Wettkämpfe im freien Stil
- WM = Weltmeisterschaft, EM = Europameisterschaft
- Bantamgewicht, Gewichtsklasse bis 55 kg, Federgewicht, bis 60 kg Körpergewicht (bis 31. Dezember 2013, seit 1. Januar 2014 gilt eine Gewichtsklasseneinteilung durch den Ringer-Weltverband FILA)